# Americij
Americij (americium) je kemijski element, ki ga je leta 1944 odkril Glenn Theodore Seaborg. Poimenovan je po Ameriki. Je umetno ustvarjen radioaktivni element. Spada med aktinoide.